# Albin Edelhoff
Albin Edelhoff (* 6. Juni 1887 in Mengeringhausen; † 11. August 1974 in Rhaunen (Hunsrück)) war ein deutscher Maler und Graphiker.

## Leben und Wirken
Edelhoff war ein Blumen-, Stillleben-, Landschafts- und Porträtmaler und Graphiker, ansässig in Köln-Raderthal. Er wurde in Berlin und Paris ausgebildet. Im Ersten Weltkrieg diente er als Soldat an West- und Ostfront. Anders als viele seiner Künstlerkollegen verarbeitete er jedoch seine Kriegserlebnisse nicht in schockierenden, provozierenden Darstellungen der Kriegsgräuel, wie etwa Otto Dix, sondern wollte die Menschen durch seine Bilder erfreuen und vom tristen Nachkriegsalltag ablenken. Nach einer expressionistischen Phase wandte er sich der „Neuen Sachlichkeit“ zu und schuf hauptsächlich Blumenstilleben in Öl. 1937 zog er in das Gelbe Haus in der Faßbenderkaul 1, Köln-Raderthal ein, das ein Atelierhaus der Stadt Köln war. Hier lebten und arbeiteten auch die Künstler Hubert Berke, Severin Düx, Heinrich Hoerle, Anton Hoch, Josef Mangold, Toni May, Irma Müller-Hermann, Hanns Rheindorf, C. Schreiber, Robert Seufert, P. H. Simon und Heinrich Von den Hoff. Während der nationalsozialistischen Herrschaft beschränkte Edelhoff sich auf die damals populäre Holz- und Linolschnitttechnik und porträtierte deutsche Städte und Landschaften.
Kurz nach dem Zweiten Weltkrieg heiratete Edelhoff in Köln die wesentlich jüngere Musikstudentin Hildegard Blatt, die aus Rhaunen im Hunsrück stammte. Inzwischen hatte er sich erfolgreich in der Aquarelltechnik versucht und unternahm Malerreisen nach Italien, Nordafrika, Griechenland und Frankreich. Nach weiteren turbulenten Jahren in Kölner Künstlerkreisen zog das Ehepaar 1965 nach Rhaunen, um Hildegards Mutter zu pflegen. Edelhoff gewöhnte sich schnell an das verschlafene Hunsrückdorf. Die herbe Schönheit der Landschaft weckte in ihm neue Inspiration und versöhnte mit dem Verlust seines Kölner Kreises.
1974 starb der immer bewusst unpolitisch gebliebene Künstler in Rhaunen, er ist auf dem dortigen Friedhof begraben.
Er war Mitglied im Reichsverband bildender Künstler Deutschlands.

## Werke (Auswahl)
- Stilleben mit Rose.
- Blumenstilleben. („oil on fiberboard“)
- Ansicht von Rothenburg ob der Tauber. (Aquarell)
- Sonnenblumen in brauner Vase vorm Fenster. (Öl/Hartfaser, um 1940)
- Beethoven (Lithographie 1927)
- Lottehaus Wetzlar (Linolschnitt um 1930)